# Середино (Полтавская область)
Середино (укр. Середине) — село,
Заичинский сельский совет,
Семёновский район,
Полтавская область,
Украина.
Код КОАТУУ — 5324582405. Население по переписи 2001 года составляло 48 человек.

## Географическое положение
Село Середино находится на правом берегу безымянной речушки, которая через 4 км впадает в реку Хорол,
выше по течению на расстоянии в 1,5 км расположено село Николаевка (Хорольский район),
ниже по течению на расстоянии в 2,5 км расположено село Заичинцы.
На реке сделано несколько запруд.

## История
Есть на карте 1869 года как хутора Середины